# ليزا غولم
ليزا غولم، من مواليد 10 أبريل 1891، وتوفيت بتاريخ 6 يناير 1964، وهي ممثلة سينمائية ألمانية، شاركت في عدة أفلام، ومنها فيلم اعترافات جاسوس نازي.